# لاولیز فیفتی فیفتی
لاولیز فیفتی فیفتی (انگلیسی: Lovely's Fifty Fifty) یک پیتزافروشی در پورتلند، اورگن است. سرآشپز این رستوران سارا مینیک است و برنامهٔ شفز تیبل در یکی از قسمت‌های خود، به سارا مینک و این رستورانش پرداخته‌است. وبگاه ایتر هم در راهنمای غذاخوری‌های پورتلند به این رستوران اشاره کرده‌است.